# 埃莉諾·萊恩
埃莉諾·富爾頓·萊恩女爵士，DBE（英語：Dame Eleanor Fulton Laing，娘家姓；1958年2月1日—），英國保守黨政治人物，2013年起擔任下議院副議長。
2019年曾參選下議院議長選舉，但最後以第三名被淘汰。2020年當選賦稅委員會主席，成為史上首位擔任此職位的女性。
2017年，成為樞密院顧問官。2018年，獲頒大英帝國爵級司令勳章。
自首次當選埃平森林選區國會議員，得票率於每次選舉皆持續上升，從1997年大選的45.5%升至2019年大選的64.4%。